# 魔女っ娘つくねちゃん
『魔女っ娘つくねちゃん』（まじょっこつくねちゃん）は、まがりひろあきによる日本のギャグ漫画。魔女っ娘のつくねちゃんが困っている人を魔法で救ってあげる、という魔法少女物定番の構図をとる格好をしつつ、内容はブラックジョークが主体となったギャグ漫画である。ほのぼのとした雰囲気の中、やたらと死人が出る。ストーリー展開の都合に合わせて突然事件を起こしたり、無理やりキャラクターを登場させたり死なせたりするという、敢えて不自然で強引な筋書きが特徴的。基本的には一話完結式。

## 沿革
『ヤングマガジンアッパーズ』の2003年8号から休刊号となる2004年21号まで連載。
その後2005年発売のOVAのプロモーションとして『月刊少年シリウス』の2005年8月号から2006年5月号にて『魔女っ娘つくねちゃん＋』を連載。
2006年7月から2008年10月にかけて、『少年シリウス』のオフィシャルサイト上でウェブコミック『魔女っ娘つくねちゃんWEB』を連載（毎月第2金曜更新）。奇数回は通常の漫画、偶数回はFLASH漫画であった。これと並行して、『少年シリウス』の2006年10月号から2008年11月号にて、短編『魔女っ娘つくねちゃんWEB出張版』（途中から『魔女っ娘つくねちゃんぜろ』と改題し、つくねちゃんの幼少時を描く）を連載。代原扱いではあったが、ほぼ毎号掲載された。2008年12月には、『WEB』や『出張版』の掲載話を収録した『魔女っ娘つくねちゃんかおす』（講談社、シリウスKC）を発売。これに伴い、『WEB』の奇数回の公開は終了した。
2007年には、絶版となった『魔女っ娘つくねちゃん』1・2巻の中から31話分を抜粋して収録した単行本『魔女っ娘つくねちゃん よせあつめ』（講談社、KCDX）を発売。メインキャラクター初登場の話は収録されているが、OVAの方が出来のいい話は収録されていない。
2008年11月からは、引き続き同サイト上でFLASH漫画『魔女っ娘つくねちゃんswf（ふらっしゅ）』を2014年11月まで連載していた（毎月第2金曜更新）。

## 主な登場人物

### 『魔女っ娘つくねちゃん』から登場する人物
つくね
超一流の魔女。郊外に一人暮らししている。パトロールが日課。困っている人を魔法で救ってあげるのが仕事だが、ブラックな解決法をとったりブラックな結果になったりもする。明るい性格でみんなに慕われている。名前の由来は焼き鳥のつくね。
ププリン
つくねの使い魔。第一話でつくねに焼き殺されて死亡。
市長
つくねの友人。大人気ないおじさん。よく職務を放棄してつくねの家に遊びに来る。よくひどい目に遭う典型的なやられ役。作者によれば元ネタは『ファイナルファイト』のマイク・ハガー。
かなこ
市長の姪。両親の仕事が忙しいのでよく市長に預けられる。魔法使いに憧れている。
ココロ
つくねの妹。魔力が不安定で、くしゃみをするとランダムで魔法を発動してしまう。名前の由来は焼き鳥のココロ。
シオレッタ・フラワーズ
お金持ちの息女の魔法使い。魔法学校に在籍するが、現在休学中。世界中の魔女を倒して回っていたが、つくねに敗れる。つくねをライバル視している。執事の柴田を従える。
服部先輩乃助
聖クマサン魔法学院の3年生。成績優秀、容姿端麗の生徒会長。シオレッタの先輩にあたる。
ナブール
悪の魔女。魔力を悪用して犯罪行為を繰り広げる。結局いつもつくねにやられる。
ドクターチョロ松
さすらいの天才科学者。神がかり的に良いタイミングで現れ、都合の良い発明を一コマでやってのけたり、都合良く発明品を既に手元に持っていたりする。

### 『魔女っ娘つくねちゃん＋』から登場する人物
マジカール
魔法使いのおじいさん。神田らに魔法を教えるはずが、いきなり交通事故に遭い入院してしまう。
神田
『魔女っ娘つくねちゃん＋』の主人公の少年。うみねこ第3魔法学校の出来の悪い生徒で、マジカールが入院したためつくねに弟子入りした。しかし肝心の魔法はまともに教わっていない。
小泉
神田の幼なじみでクラスメイトの少女。強気な性格。神田に好意を抱いている。
中島
神田のクラスメイトの少年。どこか飄々としている。
せせり
つくねの姉。顔は似ていないが、性格はよく似ている。名前の由来は焼き鳥のせせり。
アルフレド
せせりに従順な使い魔。無表情。天然ボケで残酷。
山田さん
つくねちゃん家の近所だったばかりによくひどい目に遭う。
マッド吉田
街を破壊しに来る悪のマッドサイエンティスト。

### 『魔女っ娘つくねちゃんWEB』の登場人物
『魔女っ娘つくねちゃんWEB』では、『魔女っ娘つくねちゃん』と『魔女っ娘つくねちゃん＋』の両方の登場人物が登場する。

## OVA
2005年8月から2006年1月にかけて全6巻がキングレコード（スターチャイルドレーベル）より発売。各巻の収録時間は10分強と一般的なOVAに比べると短いが、価格も抑えられている。第1巻にはオープニング＆エンディングマキシシングルが、第6巻にはオリジナルサルンドトラックが付属。

### キャスト
- つくね - 桃井はるこ
- ププリン、ココロ - 千葉千恵巳
- 市長 - 志村知幸
- かなこ - 徳永愛
- シオレッタ・フラワーズ - 榎本温子
- 服部先輩乃助 - 森訓久
- ナブール - 三瓶由布子
- ナレーション、ドクターチョロ松 - 内藤玲
- トニーおじさん、くま - 小野大輔
- スイカマスター、番長 - 加藤将之
- ばあちゃん、ラブスミス - 浅川悠
- 宅配屋 - 川田紳司
- 「顔の出演」 - 佐藤竜雄、吉松孝博、志村知幸、内藤玲

### スタッフ
- 監督 - 桜井弘明
- キャラクターデザイン・総作画監督 - 音地正行
- 美術監督 - 小倉宏昌
- 色彩設定 - 土井和
- 撮影監督 - 荒井栄児
- 編集 - 濱宇津妙子
- 音響監督 - なかのとおる
- 音響効果 - 野崎博樹
- 音楽 - インスタントシトロン（片岡知子+長瀬五郎）
- 制作 - XEBEC
- 製作 - キングレコード

### 各話スタッフ
| 巻数 | 脚本                | 絵コンテ            | 演出              | 作画監督 | 発売日         |
| ---- | ------------------- | ------------------- | ----------------- | -------- | -------------- |
| #1   | 桜井弘明            | 桜井弘明            | 畑中雅彦          | 音地正行 | 2005年8月24日  |
| #2   | 大地丙太郎          | 大地丙太郎          | 長濱博史          | 音地正行 | 2005年9月22日  |
| #3   | 山川吉樹            | 山川吉樹            | 畑中雅彦          | 音地正行 | 2005年10月26日 |
| #4   | 音地正行            | 音地正行            | 畑中雅彦          | 音地正行 | 2005年11月23日 |
| #5   | 金子伸吾            | 金子伸吾            | 畑中雅彦          | 音地正行 | 2005年12月21日 |
| #6   | 桜井弘明 大地丙太郎 | 桜井弘明 大地丙太郎 | 畑中雅彦 長濱博史 | 音地正行 | 2006年1月25日  |

### 主題歌
オープニングテーマ「つくねちゃんのFlying Machine」
歌・作詞 - 桃井はるこ / 作曲 - 長瀬五郎 / 編曲 - instant cytron
エンディングテーマ「Luminary」
歌・作詞 - 桃井はるこ / 作曲 - 片岡知子 / 編曲 - instant cytron

## 単行本一覧
- 魔女っ娘つくねちゃん
  - 魔女っ娘つくねちゃん 1巻 ISBN 4-06-346236-6 （アッパーズKC、2004年2月9日発行〈同日発売[5]〉）
  - 魔女っ娘つくねちゃん 2巻 ISBN 4-06-346272-2 （アッパーズKC、2004年12月9日発行〈同日発売[6]〉）
  - 魔女っ娘つくねちゃん よせあつめ ISBN 978-4-06-372374-8 （KCDX、2007年10月23日発行〈同日発売[7]〉）
- 魔女っ娘つくねちゃん＋
  - 魔女っ娘つくねちゃん＋ ISBN 4-06-373020-4 （シリウスKC、2006年3月23日発行〈同日発売[8]〉）
- 魔女っ娘つくねちゃんWEB
  - 魔女っ娘つくねちゃんかおす ISBN 978-4-06-373149-1 （シリウスKC、2008年12月22日発行〈同日発売[9]〉）